# (7014) Nietzsche
(7014) Nietzsche es un asteroide perteneciente al cinturón de asteroides descubierto el 3 de abril de 1989 por Eric Walter Elst desde el Observatorio de La Silla, Chile.

## Designación y nombre
Nietzsche recibió inicialmente la designación de 1989 GT4.
Más tarde, en 1997, se nombró en honor del filósofo alemán Friedrich Nietzsche (1844-1900).

## Características orbitales
Nietzsche órbita a una distancia media del Sol de 2,255 ua, pudiendo acercarse hasta 1,845 ua y alejarse hasta 2,666 ua. Su inclinación orbital es 3,158 grados y la excentricidad 0,1821. Emplea en completar una órbita alrededor del Sol 1237 días. El movimiento de Nietzsche sobre el fondo estelar es de 0,291 grados por día.

## Características físicas
La magnitud absoluta de Nietzsche es 13,6.